# Лангъяха (приток Вэнтокойяхи)
Лангъяха (устар. Ланг-Яха, в верховье Нгарка-Лангъяха) — река в России, протекает по территории Пуровского района Ямало-Ненецкого автономного округа. Устье реки находится в 16 км по правому берегу реки Вэнтокойяха. Длина реки — 64 км.

## Притоки
(км от устья)
- 26 км: река Лангтаркаяха (пр)
- 32 км: река Лангъерьяха (пр)
- 39 км: река Нюдя-Лангъяха (пр)

## Данные водного реестра
По данным государственного водного реестра России относится к Нижнеобскому бассейновому округу, водохозяйственный участок реки — Пур. Речной бассейн реки — Пур.